# Silnice II/399
Silnice II/399 je silnice II. třídy, která vede z Košíkova do Znojma. Je dlouhá 56,5 km. Prochází dvěma kraji a třemi okresy.
V srpnu 2017 bylo oznámeno, že se chystá úprava dálničního přivaděče k dálnici D1 a to spolu s výstavbou obchvatu Jinošova, stavba by měla být rozdělena na tři etapy, kdy první by měl být vystavěn obchvat Jinošova. Následně existují plány na obchvat Náměšti nad Oslavou. Touto stavbou by se zkrátil dojezdový čas k vojenskému letišti v Náměšti nad Oslavou a Jaderné elektrárně Dukovany. V roce 2019 bude silnice rekonstruována od Dalešic po Třesov.

## Vedení silnice

### Kraj Vysočina, okres Žďár nad Sázavou
- Košíkov (křiž. D1, III/3991)

### Kraj Vysočina, okres Třebíč
- Jinošov (křiž. II/392, III/3956, peáž s II/392)
- Náměšť nad Oslavou (křiž. I/23, III/3994, III/3995, III/3906, peáž s I/23)
- Vícenice u Náměště nad Oslavou (křiž. I/23, III/39217, peáž s I/23)
- Okarec (křiž. III/3997)
- Třesov (křiž. III/3999, III/39214, III/39911)
- Stropešín (křiž. III/35123)
- Dalešice (křiž. II/351, III/15247, III/15245)
- Hrotovice (křiž. II/152)
- Rouchovany (křiž. II/396, III/39913, III/4006)
- Šemíkovice

### Jihomoravský kraj, okres Znojmo
- Tavíkovice (křiž. III/39914)
- Dobronice (křiž. II/400)
- Běhařovice (křiž. III/4005, III/39915, III/39916)
- Stupešice (křiž. III/4004)
- Mikulovice (křiž. II/398, peáž s II/398)
- Němčičky (křiž. II/398, III/39917, peáž s II/398)
- Plaveč
- Únanov (křiž. III/39918, III/39921, III/39922)
- Kuchařovice (křiž. II/408)
- Znojmo (křiž. II/361)